# Villa della Grotta di San Giovanni
Die Villa della Grotta di San Giovanni (oder Villa degli Spiriti) ist ein Landhaus aus dem 19. Jahrhundert im Viertel Posillipo von Neapel in der italienischen Region Kampanien.

## Geschichte und Beschreibung
Das Gebäude gehört zu den schönsten und eindrucksvollsten der Gegend; es dominiert die Grünfläche des Kaps, das von der großen Grotta di San Giovanni durchlöchert ist, eine der Höhlen im Untergrund von Neapel: Gut 86 Meter lang und 12 Meter breit.
Das Landhaus gehörte auch der Markgräfin Di Salza, die es 1863 dem Markgrafen De Gibot schenkte. Er, ein Mitglied des Hauses Anjou aus Frankreich, erwarb sie für seine junge Geliebte, die an Tuberkulose erkrankt war. Der Adlige unternahm alles, um sie zu heilen und, um dieses Ziel vollständig zu erreichen, beschloss er, sie nach Neapel umziehen zu lassen, wo sie ein geeignetes Klima und eine Szenerie von wertvoller Schönheit vorfinden sollte, um ihre Leiden zu lindern.
Das Gebäude wurde gleich nach dem Erwerb in eine komfortable Residenz, umgeben von Pflanzen und mit einer Zufahrtsallee, umgewandelt. Aber dennoch starb seine Geliebte 1867 und der Markgraf verheiratete sich mit deren Schwester, Mari-Jane. Der Ehefrau blieben später alle Besitzungen, die sie alsbald zum Kauf anbot, darunter auch diese Villa. Das Landhaus konnte aber etwa 50 Jahre lang nicht verkauft werden: Sein Preis war zu hoch. Um potentielle Käufer abzuschrecken, scheinen auch Gerüchte über das Erscheinen von Geistern in dem Haus verbreitet worden zu sein; daher stammt der zweite Name des Landhauses, „Villa degli Spiriti“.
Heute befindet sich die Villa in hervorragendem Erhaltungszustand und zeigt sich sehr elegant; sie ist mit üppigen Gärten, Fresken und Anderem ausgestattet.